# 1957-es magyar úszóbajnokság
Az 1958-as magyar úszóbajnokságon a medencés számokat augusztusban és szeptemberben rendezték meg.

## Eredmények

### Férfiak
| Versenyszám                                 | Arany                                                                  | Arany   | Ezüst                                                          | Ezüst   | Bronz                                                            | Bronz   |
| ------------------------------------------- | ---------------------------------------------------------------------- | ------- | -------------------------------------------------------------- | ------- | ---------------------------------------------------------------- | ------- |
| 100 m gyorsúszás Döntő: szeptember 1.       | Müller György Újpesti Dózsa                                            | 59,3    | Magyar László Újpesti Dózsa                                    | 59,5    | Vörös Elektromos                                                 | 59,8    |
| 200 m gyorsúszás Döntő: augusztus 31.       | Müller György Újpesti Dózsa                                            | 2:11,0  | Nyéki Imre Ferencvárosi TC                                     | 2:14,1  | Budai Béla Ferencvárosi TC                                       | 2:14,5  |
| 400 m gyorsúszás Döntő: augusztus 30.       | Kanizsa Tivadar Szolnoki Dózsa                                         | 4:48,6  | Budai Béla Ferencvárosi TC                                     | 4:52,6  | Kettesi Gusztáv Bp. Vörös Meteor                                 | 4:54,0  |
| 1500 m gyorsúszás Döntő: szeptember 1.      | Kanizsa Tivadar Szolnoki Dózsa                                         | 19:00,3 | Katona József Egri Dózsa                                       | 19:01,7 | Fischer Bp. Honvéd                                               | 20:22,9 |
| 100 m hátúszás Döntő: augusztus 31.         | Magyar László Újpesti Dózsa                                            | 1:04,4  | Kovács Ferencvárosi TC                                         | 1:06,9  | Krausz Géza Debreceni Bocskai                                    | 1:07,7  |
| 100 m mellúszás Döntő: augusztus 31.        | Fábián Béla BEAC                                                       | 1:15,4  | Kunsági György Bp. Honvéd                                      | 1:16,0  | Krausz Róbert Debreceni Bocskai                                  | 1:17,4  |
| 200 m mellúszás Döntő: szeptember 1.        | Fábián Béla BEAC                                                       | 2:45,8  | Krausz Róbert Debreceni Bocskai                                | 2:48,1  | Pócsik Dénes Egri SC                                             | 2:48,6  |
| 100 m pillangóúszás Döntő: augusztus 31.    | Tumpek György Bp. Honvéd                                               | 1:02,3  | Kiss Ferencvárosi TC                                           | 1:06,5  | Várszegi Lajos Ferencvárosi TC                                   | 1:06,2  |
| 200 m pillangóúszás Döntő: szeptember 1.    | Tumpek György Bp. Honvéd                                               | 2:29,8  | Várszegi Lajos Ferencvárosi TC                                 | 2:41,2  | Kuczora Ferenc Szolnoki Dózsa                                    | 2:49,3  |
| 400 m vegyesúszás Döntő: szeptember 7.      | Müller György Újpesti Dózsa                                            | 5:35,0  | Várszegi Lajos Ferencvárosi TC                                 | 5:39,8  | Kuczora Ferenc Szolnoki Dózsa                                    | 5:46,4  |
| Folyambajnokság Döntő: július 14.           | Lepies György Вp. Spartacus                                            | 55:44   | Orz László Bp. Spartacus                                       | 55:53   | Kovács Ganzvillamossági                                          | 56:08   |
| Folyambajnokság csapat Döntő: július 14.    | Bp. Spartacus Lepies György Orz László Gőbel János                     | 8       | BVTSE Kerényi Somfai Czapkó                                    | 27      | Ganzvillamossági Kovács                                          | 40      |
| 4 × 100 m gyorsváltó Döntő: augusztus 31.   | Újpesti Dózsa Kovács Miklós Magyar László Dömötör Zoltán Müller György | 4:02,4  | Ferencvárosi TC Budai Béla Csordás György Kovács Nyéki Imre    | 4:05,8  | Szolnoki Dózsa Kádár Koncz István Hasznos István Kanizsa Tivadar | 4:08,8  |
| 4 × 200 m gyorsváltó Döntő: szeptember 1.   | Ferencvárosi TC Budai Béla Csordás György Kovács Miklós Nyéki Imre     | 9:11,9  | Újpesti Dózsa Durai Magyar László Müller György Dömötör Zoltán | 9:20,2  | Szolnoki Dózsa Kádár Koncz István Hasznos István Kanizsa Tivadar | 9:22,2  |
| 4 × 100 m vegyes váltó Döntő: augusztus 30. | Bp. Honvéd Fischer Lajos Kunsági György Tumpek György Gulrich József   | 4:33,0  | Ferencvárosi TC Kovács Kováts Kiss Nyéki Imre                  | 4:33,1  | Újpesti Dózsa Magyar László Babos Müller György Dömötör Zoltán   | 4:33,2  |

### Nők
| Versenyszám                              | Arany                                                                | Arany   | Ezüst                                                                 | Ezüst   | Bronz                                                                      | Bronz   |
| ---------------------------------------- | -------------------------------------------------------------------- | ------- | --------------------------------------------------------------------- | ------- | -------------------------------------------------------------------------- | ------- |
| 100 m gyorsúszás Döntő: augusztus 30.    | Takács Katalin BVSC                                                  | 1:07,8  | Bodóki Réka BVSC                                                      | 1:09,9  | Sebő Ágota BVSC                                                            | 1:10,5  |
| 400 m gyorsúszás Döntő: augusztus 31.    | Boros Katalin Újpesti Dózsa                                          | 5:28,3  | Sebő Ágota BVSC                                                       | 5:28,9  | Kelecsényi Zsuzsa Egri SC                                                  | 5:34,8  |
| 100 m hátúszás Döntő: augusztus 30.      | Boros Katalin Újpesti Dózsa                                          | 1:14,8  | Csohány Eszter Bp. Honvéd                                             | 1:20,0  | Vigyázó Zsuzsa Újpesti Dózsa                                               | 1:20,9  |
| 100 m pillangóúszás Döntő: augusztus 30. | Littomeritzky Mária BVSC                                             | 1:17,9  | Gebhardt Gizella Bp. Vörös Meteor                                     | 1:24,0  | Ringelhann Klára Egri SC                                                   | 1:24,6  |
| 100 m mellúszás Döntő: augusztus 30.     | Kárpáti Vera Ferencvárosi TC                                         | 1:26,8  | Brinza Lenke Egri SC                                                  | 1:28,6  | Holba Ferencvárosi TC                                                      | 1:29,5  |
| 200 m mellúszás Döntő: szeptember 1.     | Kárpáti Vera Ferencvárosi TC                                         | 3:03,9  | Littomeritzky Mária BVSC                                              | 3:06,8  | Uzdi Réka Ferencvárosi TC                                                  | 3:07,7  |
| 400 m vegyesúszás Döntő: szeptember 8.   | Kárpáti Vera Ferencvárosi TC                                         | 6:11,7  | Uzdi Réka Ferencvárosi TC                                             | 6:42,0  | Esztergályos MTK                                                           | 6:58,7  |
| Folyambajnokság Döntő: július 14.        | Végh Ágnes Újpesti Dózsa                                             | 1:00:13 | Esztergályos K. MTK                                                   | 1:00:55 | Kiss Bp. Vörös Meteor                                                      | 1:01:03 |
| Folyambajnokság csapat Döntő: július 14. | Bp. Előre Weilinger Ilona Völgyesi Erzsébet Körmöczy Zsuzsa          | 17      |                                                                       |         |                                                                            |         |
| 4 × 100 m gyors Döntő: szeptember 1.     | BVSC Takács Katalin Bodóki Réka Sebő Ágota Littomeritzky Mária       | 4:42,3  | Újpesti Dózsa Serföző Szántó Ágnes Tamasovics Anna Boros Katalin      | 4:46,5  | Ferencvárosi TC Bajnógel Csilla Egerváry Márta Kárpáti Vera Gyergyák Magda | 4:50,8  |
| 4 × 100 m vegyes Döntő: augusztus 31.    | BVSC Takács Katalin Döbörhegyi Ilопа Littomeritzky Mária Bodóki Réka | 5:17,5  | Ferencvárosi TC Bajnógel Csilla Uzdi Réka Kárpáti Vera Gyergyák Magda | 5:26,2  | Újpesti Dózsa Vigyázó Zsuzsa Bács Várhegyi Vilma Boros Katalin             | 5:29,8  |